# جورج لان (سياسي)
جورج لان هو سياسي كندي، ولد في 6 مارس 1856، وتوفي في 24 سبتمبر 1925. انتخب عضو الجمعية التشريعية ألبرتا.